# آدام کارسون
آدام کارسون (انگلیسی: Adam Carson; – تاریخ ورودی نامعتبر است) بازیکن فوتبال بود.
از باشگاه‌هایی که در آن بازی کرده‌است می‌توان به باشگاه فوتبال منچستر سیتی، باشگاه فوتبال منچستر یونایتد، و باشگاه فوتبال لیورپول اشاره کرد.